# Distretto di Andarab
Il distretto di Andarab è un distretto dell'Afghanistan appartenente alla provincia di Baghlan. Viene stimata una popolazione di 12 929 abitanti (stima 2016-17).